# Alain Lance
Alain Lance (* 18. Dezember 1939 in Bonsecours, Normandie) ist ein französischer Schriftsteller, Übersetzer und Pädagoge.  Nach dem Abitur 1959 studierte er Germanistik in Paris und Leipzig. Er war Lehrer in Paris und im Iran. Von 1985 bis 1991 leitete er das Institut français in Frankfurt am Main, im Anschluss bis 1994 das Institut français in Saarbrücken und danach bis 2004 das Pariser Literaturhaus Maison des écrivains et de la littérature. 
Er schrieb Gedichte, die er in Frankreich veröffentlichte, und übersetzte Volker Braun, Franz Fühmann, Ingo Schulze und Christa Wolf ins Französische. Er lebt in Paris. 2001 wurde er für Temps criblé mit dem Prix Guillaume Apollinaire ausgezeichnet.

## Autobiographie
- Deutschland, ein Leben lang. Matthes & Seitz, Berlin 2012, ISBN 978-3882215939.